# فروش نظامی خارجی

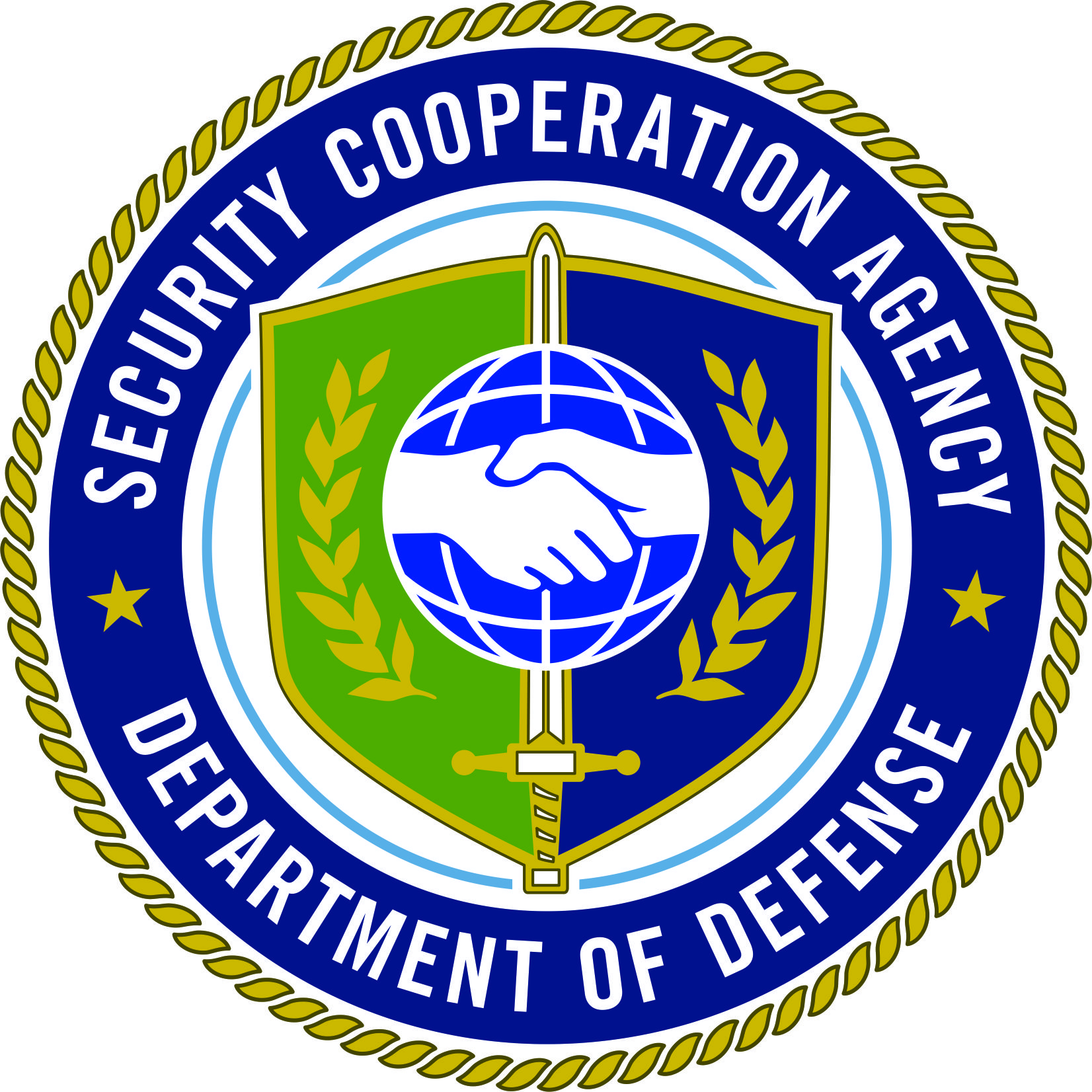
نشان‌وارهٔ رسمی آژانس همکاری امنیتی دفاعی (۲۰۱۱). تمام خرید و فروش‌های تسلیحات نظامی ایالات متحده آمریکا، تحت کنترل این نهاد انجام می‌گیرد.

فروش نظامی خارجی (انگلیسی: Foreign Military Sales) طرحی در وزارت دفاع ایالات متحده آمریکا است، که فروش تسلیحات، تجهیزات دفاعی و جنگ‌افزاری، ارائه خدمات و پشتیبانی نظامی، همچنین آموزش‌های نظامی را به دولت‌های خارجی، تسهیل می‌نماید. در این طرح خریدار بطور مستقیم با پیمانکار دفاعی معامله نمی‌کند و در این میان، آژانس همکاری‌های امنیتی دفاعی، به عنوان واسطه، وظیفه تهیه، تدارکات و تحویل کالا، همچنین ارائه پشتیبانی محصول، آموزش و نیز احداث زیرساخت‌ها (مانند آشیانه‌ها، باند فرودگاه‌ها و تأسیسات) را برعهده دارد. طرح فروش نظامی خارجی وزارت دفاع آمریکا، در کشورهای پاکستان، مصر، عربستان سعودی، هند و عراق فعالیت می‌کند.